# Visuelle Synektik
Die Visuelle Synektik ist eine Methode der systematischen Ideegewinnung, die vom Battelle-Institut entwickelt wurde. Sie ist eine Variante der klassischen Synektik. Sie wurde ursprünglich als eine Methode zur Ergänzung der klassischen Synektik entwickelt. Man kann sie aber auch als Reizwortanalyse betrachten, die statt mit Wörtern mit Bildern arbeitet. Deshalb bezeichnet man diese Methode mitunter auch als Reizbild-Analyse. Ausgehend von einer präzisierten Problemstellung werden Bilder genutzt und analysiert, um sich gedanklich vom ursprünglichen Problem zu entfernen und Analogien zu bilden. Die gesammelten Lösungsideen werden anschließend auf das eigentliche Problem übertragen.

## Ablauf
1. Problemanalyse und -definition
2. Spontane Lösungen
3. Neu-Formulierung des Problems
4. Bildwahl: Die Angabe, wie viele Bilder gewählt werden sollten, schwankt zwischen drei und zwanzig. Geeignet sind grundsätzlich alle Bilder, die mit dem eigentlichen Thema wenig zu tun haben, z. B. Bilder aus Zeitschriften und Katalogen. Die Bilder können ebenso Extremsportler wie Kaffeetassen oder Obstbäume zeigen. Bei einer größeren Anzahl wird die Zahl der Bilder auf drei bis sechs (oder drei bis vier) von der Gruppe reduziert. Üblich ist sowohl ein Ausdruck der Bilder auf Karten als auch Overhead- oder Beamerprojektionen.
5. Bildanalyse: Jedes Bild wird einzeln vorgenommen. Jeder Teilnehmer beschreibt und interpretiert, was er sieht. Insbesondere sollen auch beeindruckende Elemente, Assoziationen und Gefühle genannt werden.
6. Übertragung auf das Problem – "Force-Fit": Dabei sollen sowohl Teile, Materialien und Eigenschaften als auch Funktionen sowie positive und negative Aspekte verglichen werden.
7. Entwicklung von Lösungsansätzen

## Regeln
Bei der visuellen Synektik gelten die Regeln des Brainstorming. Es sollten mindestens sechs Teilnehmer teilnehmen.

## Zeitaufwand
Es sollte eine Zeit von 60 bis 90 Minuten eingeplant werden. Der Zeitaufwand ist damit geringer als bei der Synektik.

## Varianten
Viele Varianten des Brainstorming lassen sich auch auf die visuelle Synektik übertragen. So kann das ganze z. B. analog zum Brainwriting schriftlich erfolgen, es kann im Extremfall nur eine Person an der visuellen Synektik teilnehmen oder man kann die Bildanalyse analog zur Methode 6-3-5 vornehmen. Bei der visuellen Synektik mit einer Person wird auch gerne mit einer Bildmappe gearbeitet. Man bezeichnet diese Variante als Battelle-Bildmappen-Brainwriting (BBB-Methode).

## Visuelle Synektik als Unterrichtsmethode
Die visuelle Synektik wird auch als Unterrichtsmethode im problemlösungsorientierten Unterricht und zur Kreativitätsförderung eingesetzt.

## Referenzen
1. ↑  Hwang, Ching-Lai/Lin, Ming-Jeng: Group decision making under multiple criteria. Methods and applications. Berlin u. a.: Springer 1967, S. 165
2. ↑  Brunner, Anne: Kreativer denken. Konzepte und Methoden von A - Z. München: Oldenbourg Wissenschaftsverlag 2008, S. 275 ff.
3. ↑  Malorny, C./Schwarz, W.: Die Sieben Kreativitätswerkzeuge (K7): Innovationsfähigkeit stärken. In: Dehr, Günther: Innovation mit System. Erneuerungsstrategien für mittelständische Unternehmen. Berlin u. a.: Springer 1997, 99
4. ↑  Koschnick, Wolfgang J.: Management. Enzyklopädisches Lexikon. Berlin/New York: de Gruyter 1995, S. 663